# 坂井直樹
坂井 直樹（さかい なおき、1947年 - ）はコンセプター。大阪市生まれ、京都市出身。

## プロフィール
坂井 直樹（さかい なおき）／コンセプター　株式会社ウォーターデザイン 代表取締役／株式会社スピーディ 取締役会長

1947年生まれ。京都市立芸術大学デザイン学科入学後、渡米。サンフランシスコでTattoo Companyを設立し、「Tattoo T-shirt」を販売。帰国後は、テキスタイルデザイナーとして活躍。1987年、日産「Be-1」のコンセプトデザインを手がけ世に送り出す。その後はMoMaで永久保存されているオリンパス「O-Product」をはじめ、国内外の製品開発に携わり、数々のヒット商品を生み出す。元慶應義塾大学教授。DMMオンラインサロンにて「デザイン経営倶楽部／DMC」を主宰。

## 経歴
- 1966年：京都市立芸術大学デザイン科入学。
- 1969年：渡米後、サンフランシスコでTattoo Companyを設立。ヒッピー達と「Tattoo T-shirt」を売り、大当たりする。
- 1971年：国内初のロックフェスティバル「TOO MUCH」を木村英輝と共にプロデュース。
- 1973年：帰国後、株式会社ウォータースタジオを設立（後にWATER DESIGNに社名変更）。
- 1987年：コンセプトデザインを手がけた日産「Be-1」が発売される。
- 1988年：コンセプトデザインを手がけたオリンパス「O・product」が発売され、その後MoMAで永久保存される。
- 1989年～1992年：日産から「Be-1」に続き「PAO」「figaro」「Rasheen」を世に出し、自動車業界にデザイン変革をもたらす。
- 2001年：インターネットマーケティングを行うブランドデータバンク株式会社を設立。
- 2005年：au KDDIの外部デザインディレクター就任。au design projectに携わり、コンセプトモデルを複数発表。
- 2008年：慶應義塾大学湘南藤沢キャンパスにて大学院政策・メディア研究科教授に就任。（2013年退任）
- 2011年：慶應義塾大学医学部兼担教授に就任。（2013年退任）
- 2013年：成蹊大学経済学部客員教授に就任。（2016年退任）
- 2018年：株式会社スピーディ 取締役会長に就任。

## 作品
- 日産自動車株式会社
  - 自動車「日産・Be-1」（1987年）
  - 自動車「日産・パオ」（1989年）
  - 自動車「日産・エスカルゴ」（1989年）
  - 自動車「日産・フィガロ」（1991年）
  - 自動車「日産・ラシーン」（1994年）
- オリンパス株式会社
  - カメラ「O・product」（1988年）
  - カメラ「Ecru」（1991年）
  - カメラ「CAMEDIA」（1999年）
- NEC
  - デスクトップパソコン「simplem」（1999年）
- セイコーウオッチ株式会社
  - 時計「アスタリスク」（1988年）
  - 時計「BRIGHTZ Ananta NS_CONCEPT LIMITED MODEL」（2011年）
- サントリー
  - ビールとビアレストラン「The Earth」（1990年）
- 雪印乳業株式会社
  - 「アトリエ・コフレ」（1990年）
- 株式会社カネボウ化粧品
  - メンズ化粧品「デナリ」（1990年）
- 沢の鶴
  - 日本酒「玉兎」（1991年）
- OM NETWORK仏具
  - 「Mind Gear Box」（1991年）
- シャープ株式会社
  - 液晶テレビ「Liquid Crystal Museum」
  - ムービーカメラ「TWIN-CAM8」（1992年）
- スズキ株式会社
  - 「SW-1」（1992年）
- オムロンヘルスケア株式会社
  - 「pisu style」（2000年）
- KDDI (au design project)
  - 携帯電話「HEXAGON」（2005年）
  - 携帯電話「MACHINA」（2005年）
  - 携帯電話「kaos」（2006年）
  - 携帯電話「cypres」（2006年）
  - 携帯電話「vols」（2006年）
  - 携帯電話「DRAPE」（2006年）
- カッシーナ
  - ソファ「BOOMERANG」（2000年）
- 大塚国際美術館
  - ロゴマーク（2006年）
- 日本コカコーラ
  - 「ジョージアノベルティ・ワンセグテレビ」（2006年）
- 東京ガス株式会社
  - ガスコンロ「ピピッとコンロ」（2006年）
- アルフレックス
  - ソファ「AUN」（2007年）
  - ソファ「AQUA」
  - ソファ「KITE」
- 東レ株式会社
  - 浄水器「トレビーノアクアマイスター」（2007年）
- Jacob’s Creek
  - ワイン「わ」（2014年）

- 江崎グリコ株式会社
  - おもちゃ「クリエイターズグリコ」（2022年）

## 著書
- テキスタイルデザインの技法 新しい感覚による量産プリントのデザイン（美術出版社／1978年1月）
- ニューヨークのファッションブティック（商店建築社／1988年1月）
- コンセプト気分の時代 欲望をデザインする（かんき出版／1990年4月）
- コンセプトメーキング私の方法（産能大学出版部／1991年4月）
- 魅力創造のレシピ 90年代をシミュレーションする（史輝出版／1991年12月）
- 恋愛品態マーケティング論（かんき出版／1992年9月）
- 秘伝 未来からのモノづくり ポスト空洞化時代の商品開発作法（かんき出版／1995年10月）
- 大世紀末コンセプト・ノート（東急エージェンシー出版部／1996年3月）
- 創業人のススメ アントレプレナー・ノート（徳間文庫／1997年2月）
- モノのカタチ 20世紀デザイン進化論（グリーンアロー出版社／1999年4月）
- 自分探しのブランドブック エルメスなひとグッチなひと（かんき出版／2001年12月）
- Emotional Program Bible（英治出版／2002年6月）
- デザインのたくらみ（トランスワールドジャパン／2005年12月）
- 今日、息子が死んだ（英治出版／2007年6月）
- デザインの深読み（トランスワールドジャパン／2007年12月）
- 好奇心とイノベーション 常識を飛び越える人の考え方（宣伝会議／2020年5月）
- 欲望とインサイト インサイトハンターの日常（Speedy Books／2020年12月）
- スイスイ生きるコロナ時代（高陵社書店／2021年4月）
- トヨタの戦い、日本の未来。 本当の勝負は「EV化」ではなく「知能化」だ!（集英社インターナショナル／2024年10月）